# Убить трубача
«Убить трубача» (англ. Miles Ahead) — американский музыкальный фильм режиссёра Дона Чидла. Кинокартина повествует о жизни джазового музыканта Майлза Дэвиса. Фильм получил своё название в честь альбома Дэвиса, изданного в 1957 году.
В киноленте рассказывается о попытках Дэвиса вернуть карьеру, о периоде зависимости от наркотиков в 1970-х годах, вымышленных приключениях с журналистом, который хочет написать статью о Дэвисе, и о его неудачном браке с бывшей танцовщицей. Фильм также показывает создание некоторых музыкальных произведений Дэвиса, таких как «Agharta» (1975) «Kind of Blue» (1959), «Someday My Prince Will Come» (1961), «Bitches Brew» (1970), We Want Miles (1981) и других.
Miles Ahead получил в целом положительные отзывы критиков. Рецензенты высоко оценили режиссёрскую работу Чидла, хотя прозвучали замечания в сторону сюжета. Сборы фильма составили более 5 миллионов долларов.

## Сюжет
В разгар карьеры Майлз Дэвис (Дон Чидл) исчезает из поля зрения общественности на пять лет. Он живёт в изоляции от всех, страдая от хронической боли в бедре. Он не может творить из-за действия наркотических и обезболивающих веществ. В дом Дэвиса пытается попасть музыкальный репортёр Дэйв Брейден (Эван Макгрегор). После изначально неудачного знакомства они всё же сближаются, когда в течение нескольких дней пытаются вернуть украденную кассету с записями последних композиций музыканта.
Во время путешествия Дэвис вспоминает о своем неудачном 9-летнем браке (1958—1967) с талантливой и красивой танцовщицой Фрэнсис Тейлор, которая была его музой. Именно в это время Майлз выпустил некоторые из своих лучших записей, включая Sketches of Spain и Someday My Prince Will Come. Тем не менее брак омрачали измены и физическое насилие, которое в итоге и заставило Фрэнсис сбежать от теряющего рассудок Дэвиса. К концу 1970-х измученный и потерянный Дэвис всё же находит искупление в собственной музыке.

## В ролях
| Актёр              | Роль             |
| ------------------ | ---------------- |
| Дон Чидл           | Майлз Дэвис      |
| Эмаяци Коринеальди | Фрэнсис Тейлор   |
| Юэн Макгрегор      | Дэйв Брейден     |
| Майкл Стулбарг     | Харпер Гамильтон |
| Лакит Стэнфилд     | Джуниор          |
| Остин Лион         | Джастин          |
| Джеффри Гроувер    | Гил Эванс        |
| Терон Браун        | Херби Хэнкок     |
| Джейти Тиглен      | Пол Чемберс      |
| Дэвид Кеттлхейк    | Таксист          |
| Дерек Сноу         | Гарольд Ловетт   |
| Марк Туркельтауб   | Полицейский      |
| Джон Гриффин       | Полицейский      |

## Производство
Первоначально Чидл был привлечён к проекту для исследования творчества Майлза Девиса. По словам режиссёра на кинофестивале в Сандэнсе, фильм не планировали делать документальным, там собрали правдоподобные, хотя в основном вымышленные эпизоды из жизни Дэвиса, которые бы производили хорошее впечатление и создавали интерпретацию его творчества.

«Мы начали с альбома Agharta. Это период молчания, пять лет, на протяжении которых Майлз особенно не играл — с 1975 по 1979 год. Я считаю, что тогда он довёл музыку до крайнего положения. Он столько писал, он следовал за этой музой, куда бы она ни пошла. Я знаю, что он тогда был истощён. Не только музыкально, но и физически и эмоционально. Если вы находитесь в такой ситуации, когда вы должны продолжать придумывать ещё и ещё — я могу представить, как это может быть утомительно».
Оригинальный текст (англ.)"Aghartás what we start with in the movie. Our point of departure is the silent period, the five years in which Miles didn't really play — '75 to '79. I believe his music got to a place where he pushed it as far as he could. He'd been so prolific and had followed that muse wherever it went. I know he was exhausted at that point. Not just musically but physically and emotionally. If you're on that sort of train where you've got to keep coming up with the next thing — I can imagine how exhausting that can be." — Cheadle, Rolling Stone interview

Идея сыграть главную роль в фильме о Майлзе Дэвисе была озвучена писателем Крисом Уилкенсоном на прослушивании для картины «Али»; сам Чидл заинтересовался проектом, однако до 2006 года он не размышлял о нём всерьёз. В этот год имя Майлза появилось в зале славы рок-н-ролла, и племянник Чидла заявил ему, что он единственный, кто может сыграть Дэвиса, и что работа над лентой уже идёт. В тот момент никаких планов съёмок фильма ещё не было, не было даже сценария, и Чидл был удивлён этой ремаркой.
Чидл встретился с семьёй Дэвиса, которая предложила ему несколько концепций, ни одна из которых ему не подошла. Чидл, наконец, решил изобразить Дэвиса в образе эдакого гангстера, основываясь на его жизни в 1945-х и 1970-х. Семья Дэвис одобрила эту концепцию. Чидл вскоре уверился, что только он может быть режиссёром, так как единственный имеет правильное ви́дение. Первое и рабочее название фильма — «Kill the Trumpet Player», что на русский переводится как «Убить трубача».
Фильм профинансировали из нескольких источников, включая краудфандинговую платформу Indiegogo и личные средства Чидла и его знакомых.
Съёмки фильма начались 7 июля 2014 года и завершились 16 августа.

## Релиз и критика
В августе 2015 года Sony Pictures Classics приобрела права на распространение киноленты «Miles Ahead». Мировая премьера состоялась на Нью-Йоркском кинофестивале 10 октября 2016 года. Лента собрала 2,6 млн долларов в США и Канаде и 2,5 млн в других странах, что в совокупности составляет 5,1 млн.
Miles Ahead получил в целом положительные отзывы критиков. К примеру, Metacritic, присваивающий рейтинг в диапазоне от нуля до ста на основе обзоров из наиболее популярных изданий, дал фильму среднюю оценку 64, основанную на 39 рецензиях, что указывает на «в целом благоприятные отзывы». Rotten Tomatoes дал фильму рейтинг одобрения в 74 %, который основан на 170 отзывах. Средний показатель — 6,5/10; консенсус сайта таков: "сильная работа Чилда по обе стороны от камеры заслуживает внимания, даже если эта биографическая лента не совсем передаёт неподвластную времени привлекательность главного героя.
Обозреватель The New York Times Манола Даргис в рецензии написала, что фанаты творчества могут ругать вымышленные эпизоды, но при этом «они пропустят удовольствие от просмотра и саму суть этой игривой импрессионистской киноленты». Её особенно впечатлила способность Чидла легко менять настроение, время и характер. Критик Chicago Sun-Times Ричард Ропер дал фильму три звезды из четырёх, сказав, что он в основном дурашливый, но также и увлекательный, а игру Чидла назвал достойной номинации на Оскар.
Кеннет Туран из Los Angeles Times счёл, что «сюжет фильма — это безыскусное и незапоминающееся клише». Рекс Рид в своём отзыве выступил ещё более критично, заявив, что фильм кишит приукрашениями и двусмысленными намёками, показывая главного героя не таким, какой он есть. «По словам моих знакомых джазовых музыкантов, он (Дэвис) был непредсказуемым человеком и почти безумцем, но никак не угрюмым, надломленным и опасным одиночкой».

### Комментарии
1. ↑  Дословный перевод — игра слов «Майлз впереди» и «На мили впереди». В русском прокате также встречается название «В погоне за Майлзом».